# Sandy Pearlman
Sandy Pearlman, celým jménem Samuel Clarke Pearlman (5. srpna 1943 – 26. července 2016), byl americký hudební producent, manažer a novinář. Byl dlouholetým manažerem kapely Blue Öyster Cult a rovněž produkoval několik jejích alb. Rovněž byl manažerem kapel Black Sabbath a The Dictators. Coby producent se také podílel na prvním albu skupiny Pavlov's Dog či druhé desce The Clash. Zemřel roku 2016 ve věku 72 let.